# Tony Galvin
Anthony (Tony) Galvin (Huddersfield, 12 juli 1956) is een voormalig profvoetballer uit Ierland, die onder meer uitkwam voor Tottenham Hotspur (1978-1987). Met die club won hij tweemaal de FA Cup. Hij beëindigde zijn actieve loopbaan in 1991 bij Gateshead FC.

## Interlandcarrière
Galvin kwam in totaal 29 keer (één goal) uit voor de nationale ploeg van Ierland in de periode 1982-1989. Onder leiding van bondscoach Eoin Hand maakte hij zijn debuut op 22 september 1982 in de EK-kwalificatiewedstrijd tegen Nederland (2-1) in Rotterdam. Hij moest in dat duel na 75 minuten plaatsmaken voor Gary Waddock.

## Erelijst
Tottenham Hotspur
- FA Cup

1981, 1982
- FA Charity Shield

1981
- UEFA Cup

1984